# Sepmeries
Cet article possède des paronymes, voir Sémeries et Septéries.
Sepmeries est une commune française située dans le département du Nord, en région Hauts-de-France.

## Géographie
Sepmeries se trouve administrativement dans l'Avesnois et historiquement dans le Hainaut. Le village est situé entre Le Quesnoy (à 7 km) et Valenciennes (à 12 km).

### Communes limitrophes
| Artres                 |           | Maresches   |
| Vendegies-sur-Écaillon | Sepmeries | Villers-Pol |
| Bermerain              |           | Ruesnes     |

### Hydrographie

#### Réseau hydrographique
La commune est située dans le bassin Artois-Picardie. Elle est drainée par l'Hirondelle ou Escaut et le ruisseau des Préelles,,.

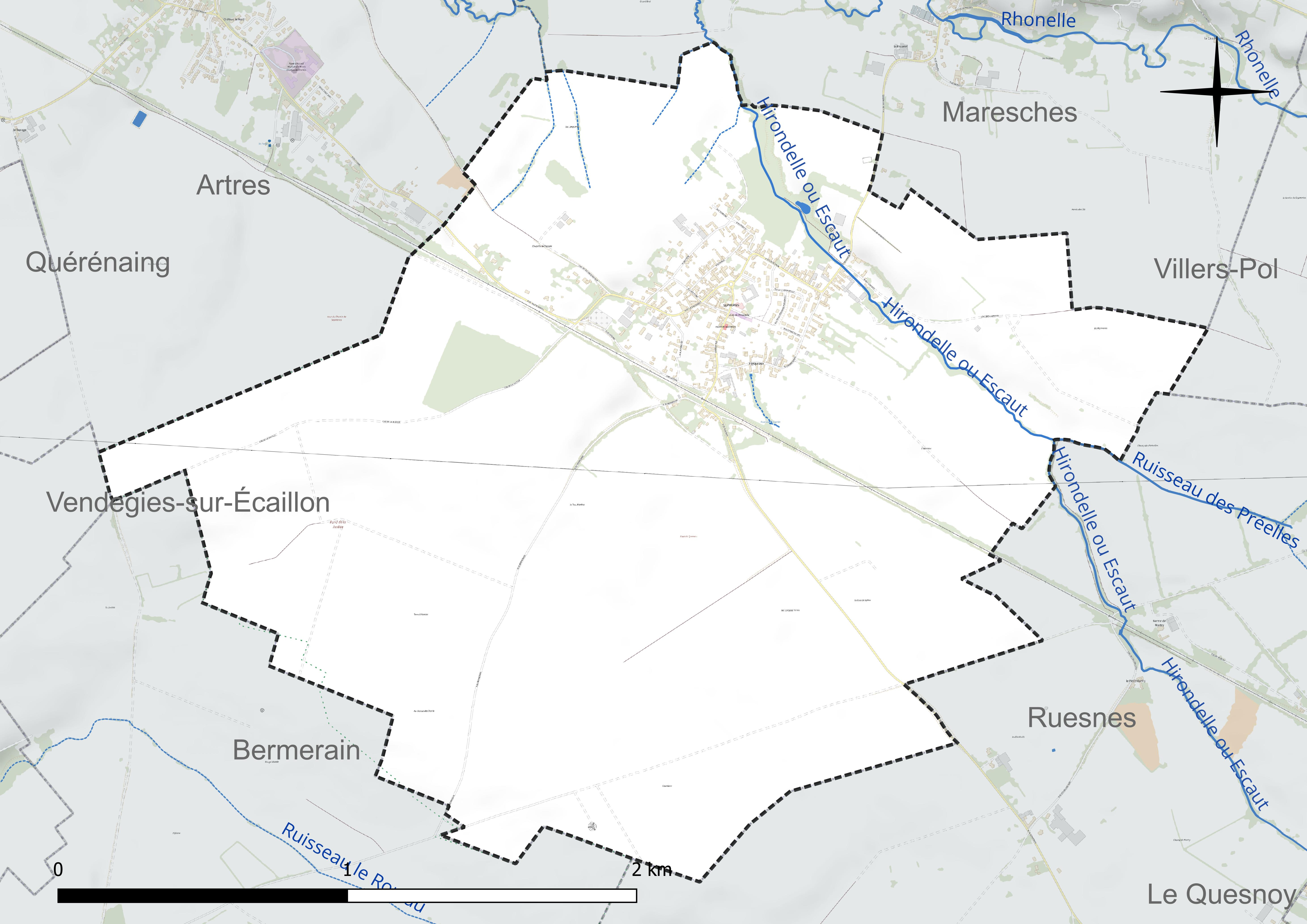
Réseau hydrographique de Sepmeries.

#### Gestion et qualité des eaux
Le territoire communal est couvert par le schéma d'aménagement et de gestion des eaux (SAGE) « Escaut ». Ce document de planification concerne un territoire de 2 005 km2 de superficie, délimité par le bassin versant de l'Escaut. Le périmètre a été arrêté le 9 juin 2006 et le SAGE proprement dit a été approuvé le 13 juillet 2021. La structure porteuse de l'élaboration et de la mise en œuvre est le syndicat mixte Escaut et Affluents (SyMEA). 
La qualité des cours d'eau peut être consultée sur un site dédié géré par les agences de l'eau et l'Agence française pour la biodiversité. 

### Climat
Pour des articles plus généraux, voir Climat des Hauts-de-France et Climat du Nord.
En 2010, le climat de la commune est de type climat océanique dégradé des plaines du Centre et du Nord, selon une étude du CNRS s'appuyant sur une série de données couvrant la période 1971-2000. En 2020, Météo-France publie une typologie des climats de la France métropolitaine dans laquelle la commune est exposée à un climat océanique altéré et est dans la région climatique  Nord-est du bassin Parisien, caractérisée par un ensoleillement médiocre, une pluviométrie moyenne régulièrement répartie au cours de l'année et un hiver froid (3 °C).
Pour la période 1971-2000, la température annuelle moyenne est de 10,1 °C, avec une amplitude thermique annuelle de 14,9 °C. Le cumul annuel moyen de précipitations est de 767 mm, avec 13,1 jours de précipitations en janvier et 9,1 jours en juillet. Pour la période 1991-2020, la température moyenne annuelle observée sur la station météorologique la plus proche, située sur la commune de Valenciennes à 9 km à vol d'oiseau, est de 11,0 °C et le cumul annuel moyen de précipitations est de 694,1 mm,. Pour l'avenir, les paramètres climatiques de la commune estimés pour 2050 selon différents scénarios d'émission de gaz à effet de serre sont consultables sur un site dédié publié par Météo-France en novembre 2022.

## Urbanisme

### Typologie
Au 1er janvier 2024, Sepmeries est catégorisée commune rurale à habitat dispersé, selon la nouvelle grille communale de densité à sept niveaux définie par l'Insee en 2022.
Elle appartient à l'unité urbaine d'Artres, une agglomération intra-départementale regroupant trois  communes, dont elle est ville-centre,,. Par ailleurs la commune fait partie de l'aire d'attraction de Valenciennes (partie française), dont elle est une commune de la couronne,. Cette aire, qui regroupe 102 communes, est catégorisée dans les aires de 200 000 à moins de 700 000 habitants,.

### Occupation des sols
L'occupation des sols de la commune, telle qu'elle ressort de la base de données européenne d'occupation biophysique des sols Corine Land Cover (CLC), est marquée par l'importance des territoires agricoles (92,5 % en 2018), une proportion sensiblement équivalente à celle de 1990 (92,7 %). La répartition détaillée en 2018 est la suivante : 
terres arables (72,7 %), prairies (19,8 %), zones urbanisées (7,5 %). L'évolution de l'occupation des sols de la commune et de ses infrastructures peut être observée sur les différentes représentations cartographiques du territoire : la carte de Cassini (XVIIIe siècle), la carte d'état-major (1820-1866) et les cartes ou photos aériennes de l'IGN pour la période actuelle (1950 à aujourd'hui).

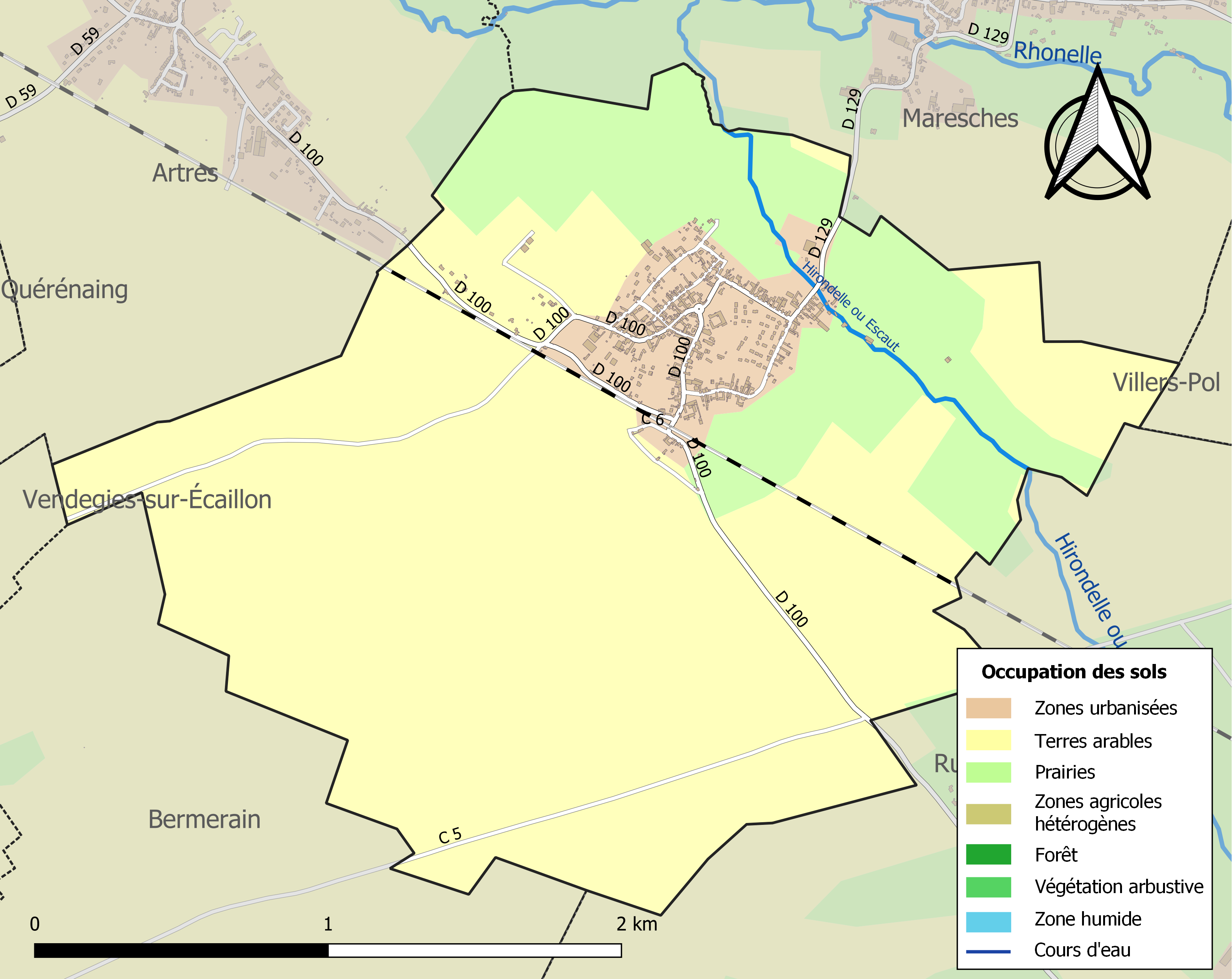
Carte des infrastructures et de l'occupation des sols de la commune en 2018 (CLC).

## Étymologie
- XIIe siècle : « Semeriis », « Sepmeries » ;
- XIVe siècle : « Semeries » ;
- XVIIe siècle : « Semmeries », « Semmerie » ;
- XVIIIe siècle : « Sepmeries », « Semeries », « Semerie ».

## Histoire

### Antiquité
Les premiers peuplements de Sepmeries sont inconnus mais deux hypothèses sont possibles : les Romains ou les Vikings.
À l'époque romaine (fin du IIIe siècle), une voie romaine relie Bagacum (Bavay) à Camaracum (Cambrai). Connue sous le nom de ‘'Chaussée Brunehaut'', celle-ci traverse le territoire actuel de Sepmeries. Une voie secondaire relie Hermoniacum (Bermerain) à Fanum Martis (Famars).
Pour alimenter Famars en eau, un aqueduc romain traversait Sepmeries.
Lors de fouilles ont été découverts, une partie de l'aqueduc, des objets divers, des monnaies, des tessons, un habitat en torchis, des céramiques.

### Moyen Âge
Au IXe siècle, les guerriers Vikings, à bord de leurs drakkars, se trouvent dans l'impossibilité de remonter le cours de l'Escaut par manque d'un tirant d'eau suffisant. Ils vont se disperser et peupler la région.
D'autre part, en 2004, une motte castrale du haut Moyen Âge a été trouvée. Ces vestiges sont les plus anciens témoins de la présence d'une seigneurie au Xe siècle.

#### DuXIesiècleà la fin du Moyen Âge
Auteur du Miroir des nobles de Hesbaye, le chroniqueur liégeois Jacques de Hemricourt (1333-1403) mentionne « l'importante seigneurie de Semeries (orthographe à cette époque), relevant du comte de Hainaut… ». Durant le Moyen Âge, Sepmeries a donc appartenu à de puissants seigneurs et dames.
En 1069, Amaury, puissant seigneur du Cambrésis et de l'Artois, est seigneur de Croisilles et Semeries (orthographe du village à cette époque).
En 1141, l'évêque de Cambrai donne l'autel de Semeriis à l'abbaye Saint-Jean-Baptiste de Valenciennes, ce qui est confirmé par le pape Alexandre III dans une bulle écrite en 1173.
Les seigneurs au XIIIe siècle font partie des familles nobles de Roisin et de Lallaing.
Suivent au XIVe siècle des Lallaing, Beaumont et Chabot.
Arrivent ensuite jusqu'à la fin du Moyen Âge (1453) des Turck, Chabot, Arnemuyden (famille de la comtesse du Hainaut)  puis les Trazegnies .

### Époque moderne
Pour Sepmeries, elle va de la fin du Moyen Âge au dernier seigneur de Sepmeries
Plusieurs seigneurs de la famille de Trazegnies sont retrouvés dont Robert de Trazegnies (1464-1550). Leur succèdent les François (Severin, Philippe, Philippe (1610-1677), Charles Philippe ( ?-1683), Marie-Anne (1654-1693) sont retrouvés. Séverin François, seigneur de Sepmeries, a été pendant 40 ans lieutenant du grand bailli du Hainaut. Lors des troubles qui ont affecté la ville de Mons, il a tenté de contrôler le peuple, mais après avoir subi plusieurs mauvais traitements, a été chassé de la ville avec son fils. Philippe François, son petit-fils, natif de Mons, seigneur de Sepmeries et de Quévelon (Quiévelon?), bénéficie le 24 mars 1618  de lettres d'anoblissement données à Bruxelles. Marie-Anne François devient en 1683 la dernière dame connue de Sepmeries. Elle est la fondatrice de la Sainte et Noble Famille de Lille (communauté de jeunes filles nobles, de père et de mère déchus de biens). Cette maison ferme à la Révolution, ses pensionnaires sont conduites à l'Hôpital général. Le bâtiment reçoit l'Hospice Stappaert en 1884. Par testament, toutes les possessions de Marie-Anne de François vont appartenir à la Sainte et Noble Famille de Lille et donc à partir de la Révolution aux Hospices de Lille.
Divers administrateurs deviennent par la suite Seigneurs de Sepmeries.
Les derniers seigneurs appartiennent à la famille des Cossée :
- Charles Antoine Dieudonné Cossée (1701-1753) repose dans la cathédrale Saint Wandru de Mons, tout comme
- Bonne Charles Eléonore Cossée (1732-1765).
- Charles Bonaventure Cossée (1759-1817) est le dernier seigneur de Sepmeries[30]

### Depuis 1789
À partir de la Révolution, il n'y a plus de seigneurie à Sepmeries.
La commune est maintenant administrée par un maire, le premier étant Hippolyte Lecerf.
7 octobre 2009 : une éolienne de 43 tonnes (rotor + 3 pales) est montée sur Sepmeries.

## Politique et administration

### Situation administrative
La commune de Sepmeries se situe dans le département du Nord et fait partie de la région Hauts-de-France. Bien qu'elle soit plus proche de Valenciennes (à 12 km), elle appartient à l'arrondissement et au canton d'Avesnes-sur-Helpe (à 37 km).

Maire de 1802 à 1807 : Lecerf,.
| Période                                  | Période   | Identité                | Étiquette | Qualité                                  |
| ---------------------------------------- | --------- | ----------------------- | --------- | ---------------------------------------- |
| Les données manquantes sont à compléter. |           |                         |           |                                          |
| 1707                                     | 1724      | Pierre Régnier          |           |                                          |
|                                          |           |                         |           |                                          |
| 1838                                     | 1843      | Sylvain Bruyère         |           |                                          |
| 1843                                     | 1852      | Constant Dervillers     |           |                                          |
| 1852                                     | 1860      | Benoist Bantegnie       |           |                                          |
| 1860                                     | 1870      | Charles Wallerand       |           |                                          |
| 1870                                     | 1881      | Placide Dervillers      |           |                                          |
| 1881                                     | 1884      | Jean-Baptiste Wallerand |           |                                          |
| 1884                                     | 1896      | Placide Dervillers      |           |                                          |
| 1896                                     | 1912      | Valéry Dupire           |           |                                          |
| 1912                                     | 1919      | Hippolyte Durieux       |           | Maire pendant la grande guerre 1914-1918 |
| 1919                                     | 1936      | Dieudonné Dervillers    |           |                                          |
| 1937                                     | 1945      | Irénée Bouchez          |           |                                          |
| 1945                                     | 1947      | Léon Lefaux             |           |                                          |
| 1947                                     | 1959      | Etienne Lefaux          |           |                                          |
| 1959                                     | Mars 1983 | Georges Durieux         |           |                                          |
| Mars 1983                                | Mars 1993 | Jean-Claude Beauvois    |           |                                          |
| Mars 1993                                | Mars 2001 | Michel Verchain         |           |                                          |
| Mars 2001                                | Mars 2014 | Gérard Douriez          |           |                                          |
| Mars 2014                                | Mai 2020  | Jean-José Cir,          |           | Cadre retraité                           |
| Mai 2020                                 | En cours  | Thierry Soszynski       |           | (suite élection du 15 mars 2020)         |

## Population et société

### Démographie

#### Évolution démographique
L'évolution du nombre d'habitants est connue à travers les recensements de la population effectués dans la commune depuis 1793. Pour les communes de moins de 10 000 habitants, une enquête de recensement portant sur toute la population est réalisée tous les cinq ans, les populations de référence des années intermédiaires étant quant à elles estimées par interpolation ou extrapolation. Pour la commune, le premier recensement exhaustif entrant dans le cadre du nouveau dispositif a été réalisé en 2008.

En 2022, la commune comptait 645 habitants, en évolution de −4,02 % par rapport à 2016 (Nord : +0,51 %, France hors Mayotte : +2,11 %).
| 1793 | 1800 | 1806 | 1821 | 1831 | 1836 | 1841 | 1846 | 1851 |
| ---- | ---- | ---- | ---- | ---- | ---- | ---- | ---- | ---- |
| 400  | 453  | 534  | 649  | 772  | 786  | 791  | 855  | 873  |

| 1856 | 1861 | 1866 | 1872 | 1876 | 1881 | 1886 | 1891 | 1896 |
| ---- | ---- | ---- | ---- | ---- | ---- | ---- | ---- | ---- |
| 891  | 884  | 900  | 911  | 872  | 852  | 842  | 781  | 803  |

| 1901 | 1906 | 1911 | 1921 | 1926 | 1931 | 1936 | 1946 | 1954 |
| ---- | ---- | ---- | ---- | ---- | ---- | ---- | ---- | ---- |
| 830  | 836  | 815  | 663  | 660  | 650  | 609  | 646  | 615  |

| 1962 | 1968 | 1975 | 1982 | 1990 | 1999 | 2006 | 2008 | 2013 |
| ---- | ---- | ---- | ---- | ---- | ---- | ---- | ---- | ---- |
| 578  | 593  | 587  | 562  | 489  | 523  | 548  | 555  | 677  |

| 2018 | 2022 | - | - | - | - | - | - | - |
| ---- | ---- | - | - | - | - | - | - | - |
| 653  | 645  | - | - | - | - | - | - | - |

#### Pyramide des âges
La population de la commune est relativement jeune.
En 2018, le taux de personnes d'un âge inférieur à 30 ans s'élève à 35,5 %, soit en dessous de la moyenne départementale (39,5 %). À l'inverse, le taux de personnes d'âge supérieur à 60 ans est de 20,5 % la même année, alors qu'il est de 22,5 % au niveau départemental.
En 2018, la commune comptait 314 hommes pour 339 femmes, soit un taux de 51,91 % de femmes, légèrement supérieur au taux départemental (51,77 %).
Les pyramides des âges de la commune et du département s'établissent comme suit.
| Hommes | Classe d’âge | Femmes |
| ------ | ------------ | ------ |
| 1,3    | 90 ou +      | 0,6    |
| 5,1    | 75-89 ans    | 6,8    |
| 14,6   | 60-74 ans    | 12,7   |
| 20,1   | 45-59 ans    | 15,9   |
| 26,8   | 30-44 ans    | 25,4   |
| 13,1   | 15-29 ans    | 13,6   |
| 19,1   | 0-14 ans     | 25,1   |

| Hommes | Classe d’âge | Femmes |
| ------ | ------------ | ------ |
| 0,5    | 90 ou +      | 1,4    |
| 5,3    | 75-89 ans    | 8,1    |
| 14,8   | 60-74 ans    | 16,2   |
| 19,1   | 45-59 ans    | 18,4   |
| 19,5   | 30-44 ans    | 18,7   |
| 20,7   | 15-29 ans    | 19,1   |
| 20,2   | 0-14 ans     | 18     |

## Culture locale et patrimoine

### Lieux et monuments
- La mairie de 1868.
- Le monument aux morts ; autrefois un monument aux morts de soldats allemands existait, mais il a été supprimé.
- L'église Saint-Côme et Saint-Damien du XIXe construite en 1874-1875 en lieu et place de la vieille église détruite en 1874 car trop vétuste pour être réhabilitée ; dans l'église une statue de saint Nicolas (vers 1600) classée au titre objet.
- L'ancien Hôtel des Seigneurs de Sepmeries, classé monument historique.
- Sont également classés : les bâtiments de l'ancienne brasserie Dervilers qui a fonctionné d'avant 1888 à 1914 et ceux de la brasserie coopérative, qui, ouverte en 1913, n'a fonctionné qu'une seule fois.

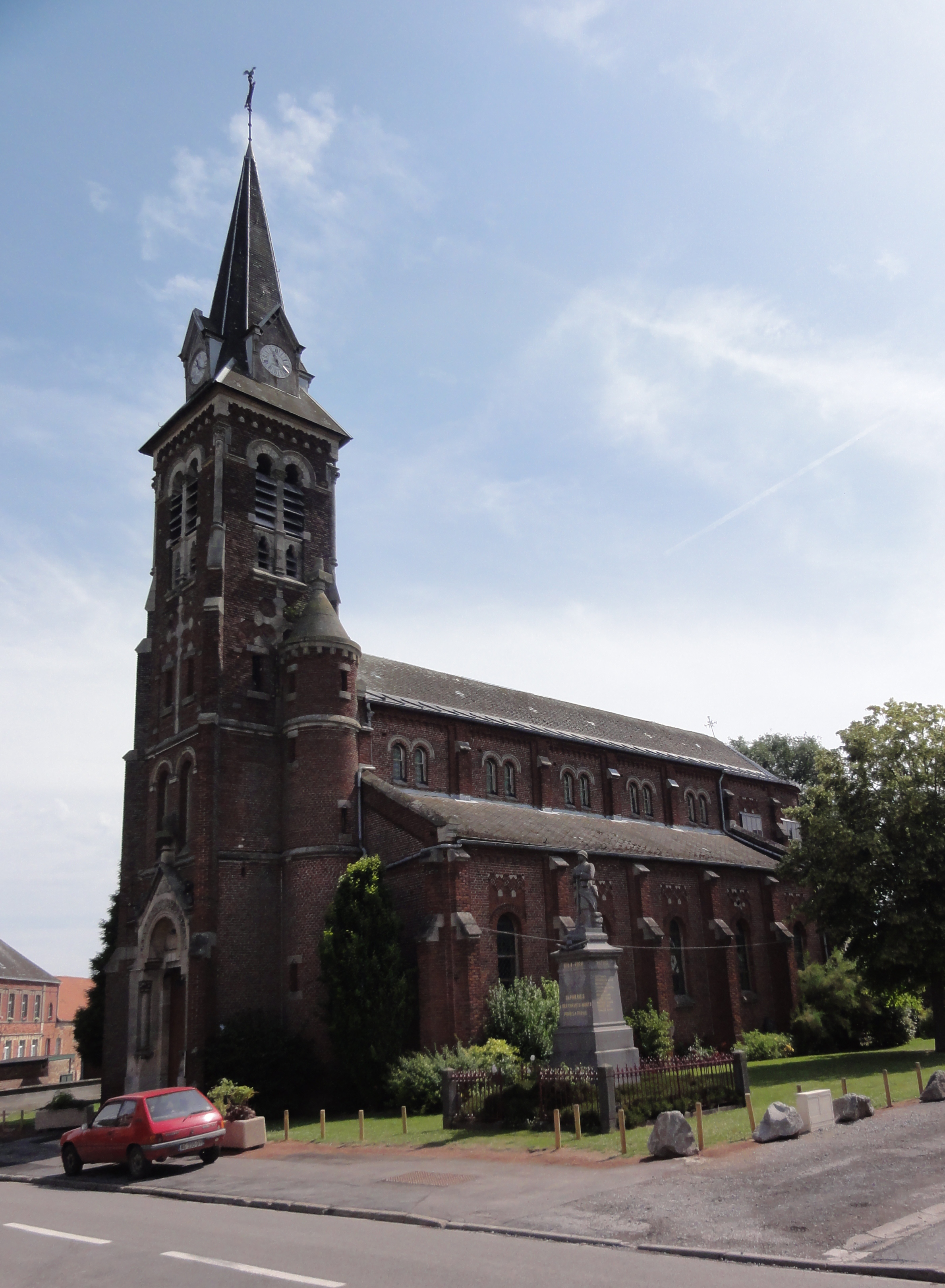
L'église Saint-Côme et Saint-Damien
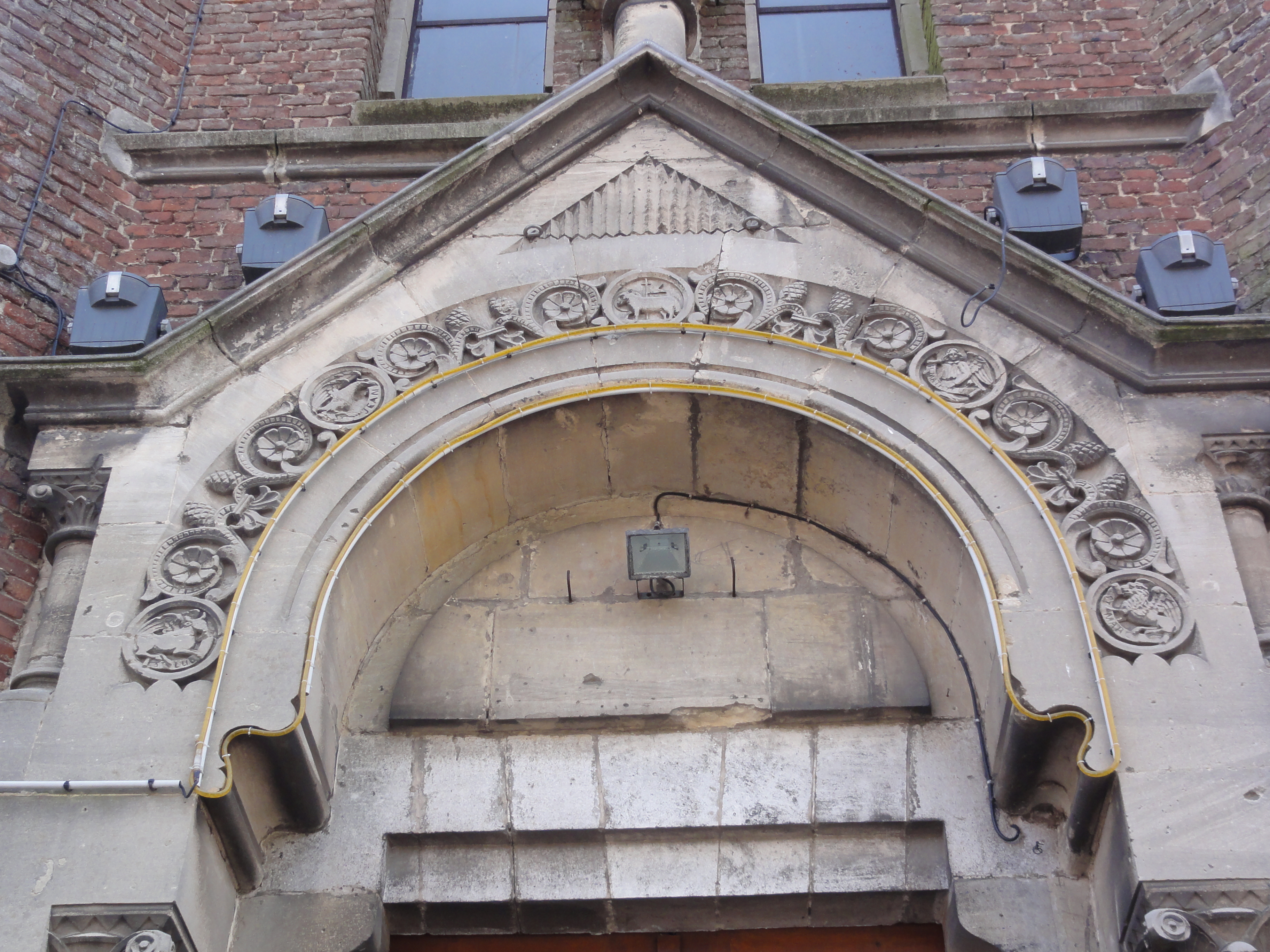
Tympan décoré de l'église
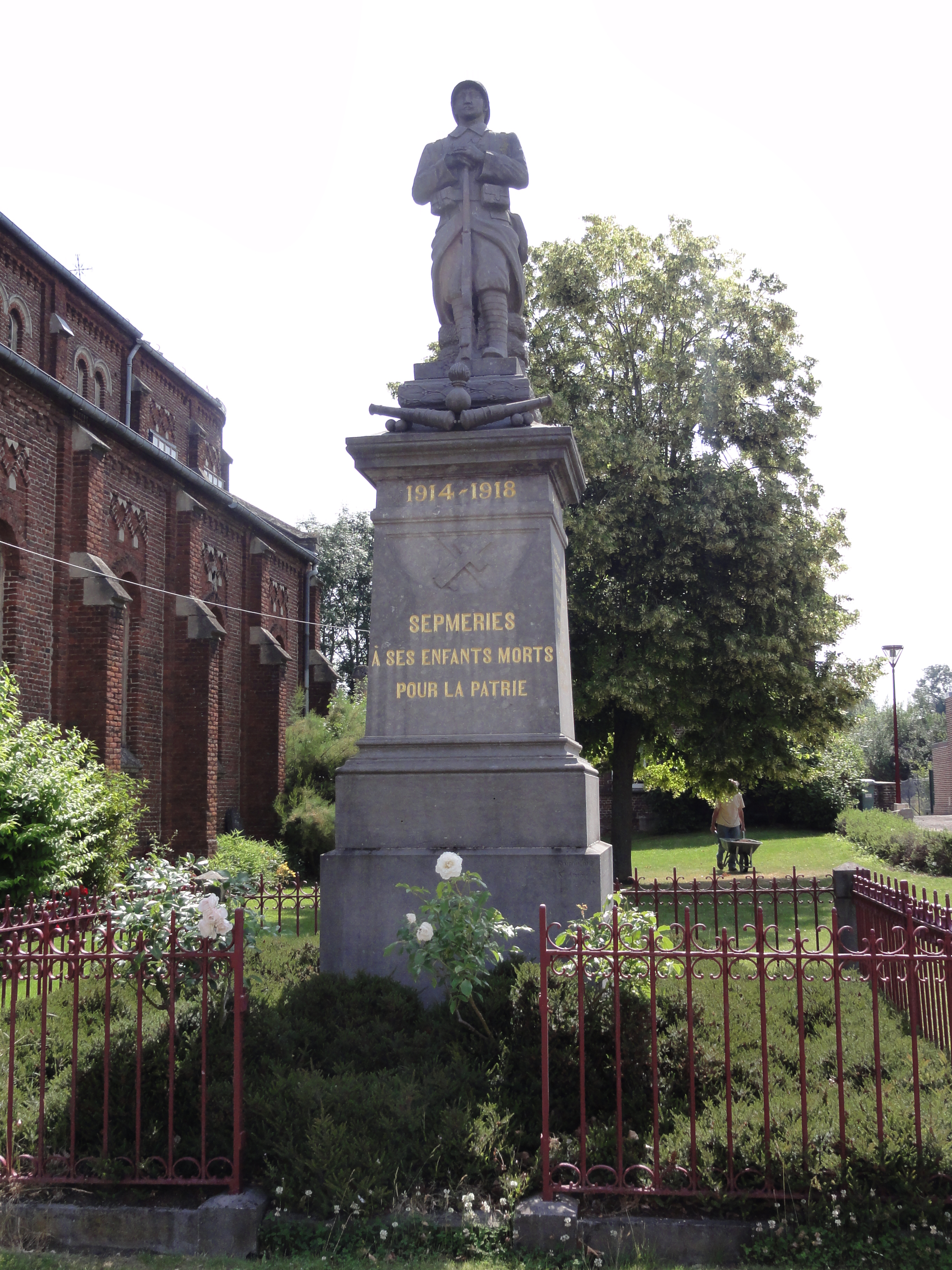
Le monument aux morts.

### Personnalités liées à la commune
- Michel Bernard (1931 - 2019), ancien international français d'athlétisme y est né.

### Héraldique
|  | Les armes de Sepmeries se blasonnent ainsi : D'azur à la croix ancrée d'argent, cantonnée de quatre étoiles à six rais du même. |